# Croire
"Croire" (tạm dịch từ tiếng Pháp: "Niềm tin") là bài hát đại diện cho Luxembourg trong cuộc thi Eurovision Song Contest 1988 tại Dublin, do nữ ca sĩ người Bỉ Lara Fabian trình bày bằng tiếng Pháp. Bài hát do Jacques Cardona soạn nhạc và Alain Garcia viết lời. Ca khúc được phát hành thành đĩa đơn dưới dạng đĩa vinyl 7 inch vào năm 1988, và cũng là đĩa đơn thứ hai trong sự nghiệp của Fabian.
Chung cuộc, "Croire" nhận được 90 điểm bình chọn và kết thúc ở vị trí thứ 4 trên tổng số 21 bài hát dự thi. Fabian cũng thu âm và phát hành hai phiên bản tiếng Anh và tiếng Đức cho bài hát, với tựa đề mới lần lượt là "Trust" và "Glaub".

## Diễn biến tại Eurovision
Tại Eurovision Song Contest 1988, "Croire" được trình bày toàn bộ bằng tiếng Pháp. Đây là ngôn ngữ chính thức của Luxembourg, theo luật quy định từ năm 1976 đến năm 1999.
Trong đêm chung kết, "Croire" là ca khúc thứ 17 được biểu diễn, sau "Laissez briller le soleil" do Reynaert đại diện cho Bỉ trình bày, và đứng trước "Vivo (Ti scrivo)" do Luca Barbarossa đại diện cho Ý trình bày. Régis Dupré là người chỉ huy dàn nhạc cho phần trình diễn.
Sau khi kết thúc phần bình chọn, "Croire" nhận được 90 điểm và xếp ở vị trí thứ 4 trên tổng cộng 21 bài hát. Phần trình diễn nhận được số điểm tuyệt đối (12 điểm) từ các quốc gia Phần Lan, Ireland và Thụy Sĩ. Cuộc thi năm 1988 là năm cuối cùng Luxembourg đạt được vị trí trong top 5, và cũng là năm cuối cùng quốc gia này nằm trong top 10 chung cuộc.

## Phát hành và diễn biến thương mại
"Croire" được phát hành thành đĩa đơn thứ hai trong sự nghiệp của Fabian. Ngoài phiên bản gốc bằng tiếng Pháp, Fabian cũng phát hành thêm hai phiên bản tiếng Anh và tiếng Đức cho bài hát. Phiên bản tiếng Anh có tựa đề là "Trust", với phần lời mới do Gyle Waddy biên soạn. Phiên bản tiếng Đức có tựa đề là "Glaub". "Croire" đã bán được 600.000 bản trên toàn châu Âu. Vào năm 1999, ca khúc được phát hành thành bài hát thêm trong phiên bản phát hành lại của album đầu tay cùng tên của Fabian.

## Danh sách bài hát và định dạng
| Đĩa đơn vinyl 7" phát hành tại Đức, nhãn hiệu Papagayo | Đĩa đơn vinyl 7" phát hành tại Đức, nhãn hiệu Papagayo | Đĩa đơn vinyl 7" phát hành tại Đức, nhãn hiệu Papagayo | Đĩa đơn vinyl 7" phát hành tại Đức, nhãn hiệu Papagayo |
| STT                                                    | Nhan đề                                                | Sáng tác                                               | Thời lượng                                             |
| ------------------------------------------------------ | ------------------------------------------------------ | ------------------------------------------------------ | ------------------------------------------------------ |
| 1.                                                     | "Croire"                                               | Jacques Cardona Alain Garcia                           | 2:44                                                   |
| 2.                                                     | "Trust"                                                | Cardona Gyle Waddy                                     | 2:44                                                   |

## Những người thực hiện
Thông tin lấy từ ghi chú trên bìa đĩa đơn phát hành tại Pháp.
"Croire"
- Georges Augier de Moussac – cải biên
- Jacques Cardona – soạn nhạc, sản xuất
- Michel Elmosnino – sản xuất
- Lara Fabian – hát chính
- Alain Garcia – viết lời
- Erick Isergan – nhiếp ảnh
- Jean Luc Lemerre – thu âm, phối khí

"Trust"
- Gyle Waddy – viết lời